# Yūta Mishima
Yūta Mishima (三島 勇太 Mishima Yūta?, nacido el 10 de mayo de 1994 en Fukuoka) es un futbolista japonés que se desempeña como centrocampista.

## Trayectoria

### Clubes
| Club           | País  | Año         |
| -------------- | ----- | ----------- |
| Avispa Fukuoka | Japón | 2013 - 2017 |

## Estadística de carrera

### J. League
| Club           | Año   | J. League | J. League | Copa J. League | Copa J. League | Total | Total |
| Club           | Año   | Part.     | Goles     | Part.          | Goles          | Part. | Goles |
| -------------- | ----- | --------- | --------- | -------------- | -------------- | ----- | ----- |
| Avispa Fukuoka | 2013  | 27        | 2         | -              | -              | 27    | 2     |
| Avispa Fukuoka | 2014  | 30        | 0         | -              | -              | 30    | 0     |
| Avispa Fukuoka | 2015  | 9         | 0         | -              | -              | 9     | 0     |
| Avispa Fukuoka | 2016  | 9         | 0         | 3              | 1              | 12    | 1     |
| Avispa Fukuoka | 2017  | 0         | 0         | -              | -              | 0     | 0     |
| Total          | Total | 75        | 2         | 3              | 1              | 78    | 3     |